# 阿列克西斯·阿希拉戈斯
阿列克西斯·阿希拉戈斯（西班牙語：Alexeis Argilagos，1975年7月28日—），古巴前男子排球运动员。他曾代表古巴国家队参加2000年夏季奥林匹克运动会排球比赛，结果获得第七名。